# 46-й Київський міжнародний кінофестиваль «Молодість»
46-й щорічний Київський міжнародний кінофестиваль «Молодість» проходив у Києві з 22 по 30 жовтня 2016 року. Французько-бельгійську стрічку «Життя» режисера Стефана Брізе було обрано фільмом відкриття, а польську стрічку «Післяобрази» режисера Анджея Вайди — фільмом закриття.

## Перебіг фестивалю
З 1 лютого по 1 липня 2016 року тривав прийом заявок на участь у п'яти конкурсних програмах 46-го Київського міжнародного кінофестивалю «Молодість». Нововведенням став дозвіл пропонувати фільми у HD-форматі до студентської та короткометражної міжнародних програм, але до повнометражної залишилась обов'язковою наявність 35-мм або DCP копії фільму.
15 травня 2016 року заступник голови Київської міської державної адміністрації Олексій Резніков оголосив про державну підтримку кінофестивалю «Молодість». Він заявив: «Київський міжнародний кінофестиваль „Молодість“ є однією з візитівок столиці України. Цього року він відбудеться на якісно новому рівні, оскільки міська влада долучилася до проведення та організації „Молодості“ і як надійний партнер забезпечить це». У свою чергу генеральний директор фестивалю Андрій Халпахчі заявив, що цьогорічна «Молодість» матиме нові локації та формати, а також два нові проекти, що доповнять цьогорічну програму: Shoot&play та Програма телевізійного кіно (документального та ігрового), повний та короткий метр.
13 липня 2016 року між Київською міською державною адміністрацією та кінофестивалем «Молодість» був підписаний меморандум про співпрацю. Під час його підписання мер Києва Віталій Кличко заявив, що столичній владі та керівництву фестивалю вдалося знайти новий формат, завдяки якому кияни та гості столиці зможуть відчути фестивальну атмосферу «Молодості». Також він додав, що цьогоріч буде презентовано нову локацію фестивалю в Києві — фестивальне містечко на Софійській площі. Кличко висловив сподівання, що завдяки такій співпраці протягом року за кордоном — у містах-побратимах Києва будуть організовані «Дні українського кіно».

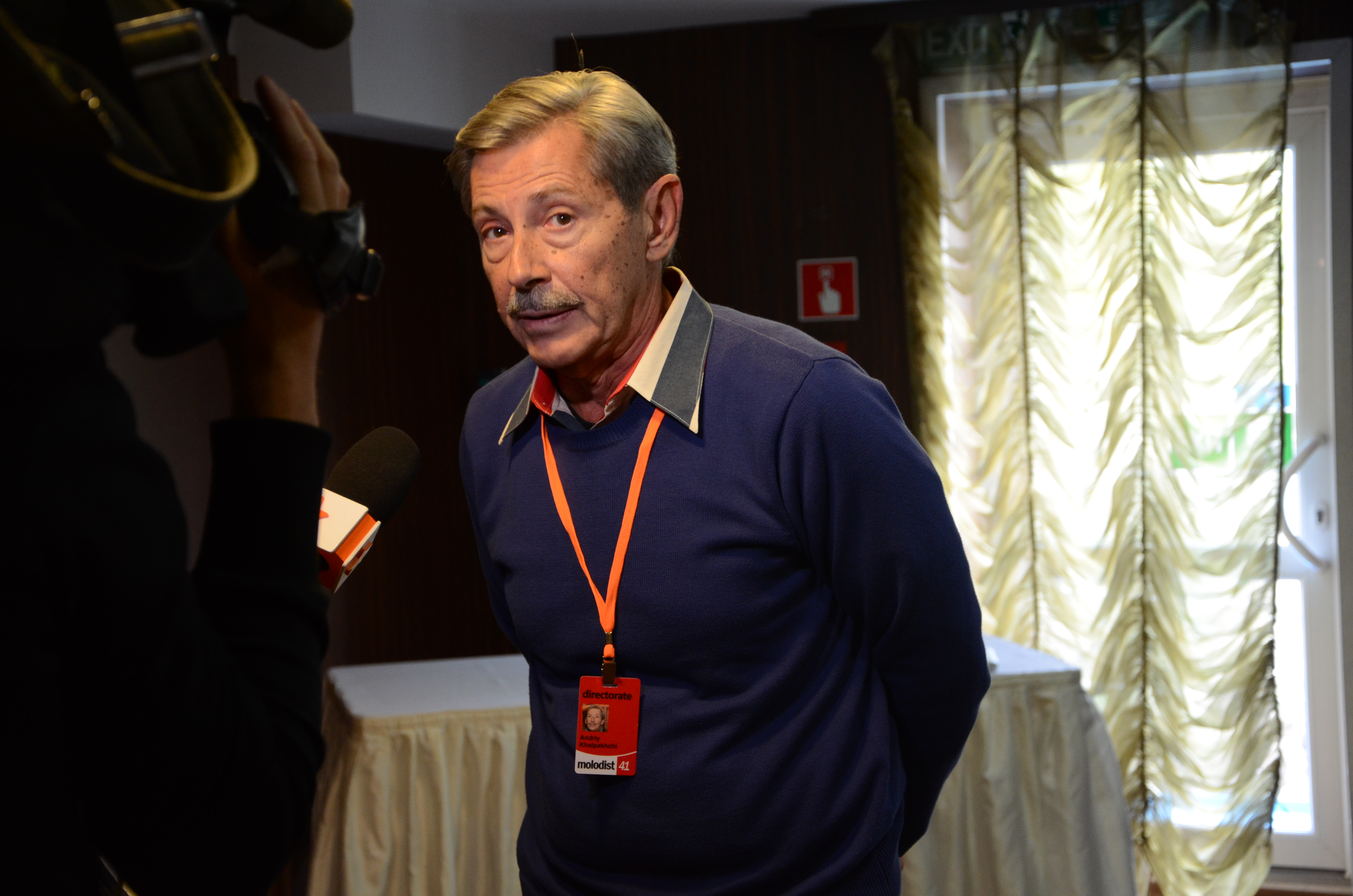
Генеральний директор кінофестивалю — Андрій Халпахчі.

У вересні 2016 року стало відомо, що церемонії відкриття та закриття другий рік поспіль відбуватимуться в Національному академічному драматичному театрі імені Івана Франка. Пряма ретрансляція церемоній відбуватимуться в кінотеатрі «Україна». «Кіно без меж» було обране як слоган заходу. Організатори фестивалю представили нову айдентику 46-ї «Молодості», символом якої стало «Обличчя Києва» — рельєф правобережної частини Києва, який з космосу являє собою антропологічно правильне людське обличчя. Першим у 2005 році незвичну форму Києва яку прозвали «Обличчя Києва» помітив архітектор Георгій Куровський, колишній головний художник Києва, заступник головного архітектора, а підтвердили його здогадку світлини Києва, зроблені зі спутника компанією «Візіком». Концепцію нового образу фестивалю розробила компанія Rocket Creative Design Agency, а ідею втілила компанія SunEvents. Також агенцією Prospect line був змінений офіційний вебсайт фестивалю. Виконавчий директор кінофестивлю «Молодість» Владислав Лясовський зауважив: «У новій айдентиці ми наголошуємо, що „Молодість“ саме Київський фестиваль».
15 вересня 2016 року на прес-конференції були оголошені перші сім фільмів Міжнародного повнометражного конкурсу, а також склад позаконкурсних програм «Литовський фокус», «Угорська програма» та «Шекспір у кіно».

## Журі

### Міжнародний конкурс
Наступні люди увійшли до складу журі Міжнародного конкурсу:
- Дені Коте — режисер (голова)
- Мохаммад Атеббай — засновник компанії Iranian Independents
- Бен Шеррок — режисер
- Алік Шпилюк — кінознавець, кінокритик
- Ґрімур Хаконарсон — режисер

### Національний конкурс
Наступні люди увійшли до складу журі Національного конкурсу:
- Андрій Алфьоров — кінокритик, продюсер, телеведучий
- Річ Воррен — організатор фестивалів
- Міла Новікова — кінокритик, історик кіно

### «Молодість — дітям»
Наступні люди увійшли до складу журі конкурсу «Молодість — дітям»:
- Антоніо Джонсон Бразильєро (12 років)
- Дмитро Клімов (10 років)
- Дар'я Кочеткова (13 років)
- Софія Роль (14 років)
- Марія Черниш (11 років)
- Чанг Ючжен (14 років)

### «Сонячний зайчик»
Наступні люди увійшли до складу журі ЛГБТ-конкурсу «Сонячний зайчик»:
- Естер Мартін Бергсмарк — режисер
- Наталія Ільчук — програмний директор Київського міжнародного фестивалю короткометражних фільмів
- Браян Робінсон — менеджер з комунікацій Британського інституту кіно

### Екуменічне журі
Наступні люди увійшли до складу Екуменічного журі:
- Нінфа Ватт — доктор філософії
- Володимир Качур — сценарист та режисер Національної телекомпанії України
- Юга Райямакі — пастор, журналіст

### Міжнародна федерація кінопреси (ФІПРЕССІ)
Наступні люди увійшли до складу журі Міжнародної федерації кінопреси (ФІПРЕССІ):
- Селін Гюрель — член Турецької асоціації кінокритиків
- Катаріна Докгорн — журналіст, кінокритик
- Надія Заварова — кінознавець, кінокритик

## Конкурсна програма
| Лауреат Гран-прі «Скіфський олень» виділений окремим кольором. |

| Найкращий фільм виділений окремим кольором. |

### Міжнародний конкурс

#### Повнометражний конкурс
Наступні дебютні повнометражні ігрові фільми (тривалістю більше 60 хвилин) було відібрано до Міжнародного повнометражного конкурсу:
| Фільм           | Оригінальна назва         | Режисер(и)                                                  | Країна(-и)                      |
| --------------- | ------------------------- | ----------------------------------------------------------- | ------------------------------- |
| Алоїс           | Aloys                     | Тобіас Нолле                                                | Швейцарія Франція               |
| Безбожниця      | Безбог                    | Раліца Петрова                                              | Болгарія Данія Франція          |
| Відчинені двері | La puerta abierta         | Маріна Сересескі                                            | Іспанія                         |
| Віллі I         | Willy 1er                 | Зоран Букерма, Людовік Букерма, Маріель Готьє, Уго П. Томас | Франція                         |
| Вовк та вівці   | Wolf and Sheep            | Шарбану Садат                                               | Данія Франція Швеція Афганістан |
| Воротар         | Keeper                    | Гійом Сене                                                  | Бельгія Швейцарія Франція       |
| Геді            | نحبك هادي (Inhebbek Hedi) | Мохамед Бен Атіа                                            | Туніс Бельгія Франція           |
| Кам'яне серце   | Hjartasteinn              | Гудмундур Арнар Гудмундссон                                 | Данія Ісландія                  |
| Нова Єва        | Eva Nová                  | Марко Скоп                                                  | Словаччина Чехія                |
| Остання сім'я   | Ostatnia rodzina          | Ян П. Матушинський                                          | Польща                          |
| Піщана буря     | סופת חול (Sufat Chol)     | Еліт Зексер                                                 | Ізраїль                         |
| Сутак           | Sutak                     | Мірлан Абдикаликов                                          | Киргизстан                      |

#### Короткометражний конкурс
Наступні дебютні короткометражні фільми (ігрові, документальні, анімаційні стрічки, зняті після кіношколи; тривалістю до 45 хвилин) було відібрано до Міжнародного короткометражного конкурсу:
| Фільм           | Оригінальна назва        | Режисер(и)                | Країна(-и)                 |
| --------------- | ------------------------ | ------------------------- | -------------------------- |
| Балада про жабу | Balada de um Batráquio   | Леонор Телес              | Португалія                 |
| Балкон          | Balcony                  | Тобі Фелл-Голден          | Велика Британія            |
| Вигнання        | El destierro             | Елена Гарсіа              | Мексика                    |
| Вік сирен       | L'Âge des sirènes        | Елоїз Пеллоке             | Франція                    |
| Вознесіння      | Ascensão                 | Педру Перальта            | Португалія                 |
| Гіркий смак     | Un gust amar             | Ралука Унгуряну           | Румунія                    |
| Дикий вепр      | Das Wildschwein          | Белла Седеркені           | Німеччина Франція Угорщина |
| Зуб акули       | Shen Karish              | Орен Гернер               | Ізраїль                    |
| Крізь повіки    | A través de los párpados | Луїс Бріонес              | Мексика                    |
| Ліла            | Lila                     | Домініка Лапка            | Польща                     |
| Мільйони сліз   | Des millions de larmes   | Наталі Бедер              | Франція                    |
| Мусиш утекти    |                          | Вадим Шапран              | Україна                    |
| Подорож пішки   | Viaje a pies             | Кріс Сембе                | Іспанія                    |
| Ривок           | A l’arraché              | Емманюель Ніко            | Бельгія                    |
| Руа             | Ruah                     | Флурін Гігер              | Швейцарія                  |
| Син             | Синът                    | Хрісто Сімеонов           | Болгарія                   |
| Чандра          | Chandra                  | Фатем Ахмаді, Асміта Шріш | Непал                      |

#### Студентський конкурс
Наступні студентські фільми (ігрові, документальні, анімаційні; тривалістю до 45 хвилин) було відібрано до Міжнародного студентського конкурсу:
| Фільм                    | Оригінальна назва           | Режисер(и)                    | Країна(-и)       |
| ------------------------ | --------------------------- | ----------------------------- | ---------------- |
| Америка                  | Ameryka                     | Александра Терпіньська        | Польща           |
| Веліал                   |                             | Роман Волосевич               | Україна          |
| Відведи нас              | Mindig csak                 | Аттіла Гартунг                | Угорщина         |
| Всі аргументи на світі   | Las razones del mundo       | Ернесто Мартінес Бусіо        | Мексика          |
| Дебют — кохання          | Debiut — miłość             | Сильвія Росак                 | Польща           |
| Жінка та її колісниця    | Elle pis son char           | Лоїк Дарсес                   | Канада           |
| Звук облизування         | A nyalintás nesze           | Надя Андрашев                 | Угорщина         |
| Зелені романси           | Les Amours vertes           | Марін Атлан                   | Франція          |
| Кидати якір заборонено   | Jin zhi xia mao             | Чань Вей Лянь                 | Тайвань          |
| Набілах                  | Nabilah                     | Поль Мешу                     | Німеччина        |
| Нірін                    | Nirin                       | Йошуа Хотц                    | Швейцарія        |
| Осел                     | Esel                        | Рафаель Гайдер                | Австралія        |
| Переведення              | Jeon-hak-saeng              | Парк Чі Ін                    | Південна Корея   |
| Сміття                   | Poubelle                    | Александр Жільме              | Бельгія          |
| Смерть на день           | Death in a Day              | Лін Вонг                      | США              |
| Страх                    | Strach                      | Міхал Блашко                  | Чехія Словаччина |
| Транзитна зона           | Transit Zone                | Фредерік Субей                | Велика Британія  |
| У вікно                  | Am Fenster                  | Тім Еллріх, Леонгард Кауфманн | Німеччина        |
| Усі ріки впадають у море | Toate fluviile curg în mare | Александру Бадя               | Румунія          |

### Національний конкурс
Наступні українські короткометражні фільми (ігрові, документальні, анімаційні; тривалістю до 45 хвилин) було відібрано до Національного конкурсу:
| Фільм          | Оригінальна назва | Режисер(и)            | Країна(-и)     |
| -------------- | ----------------- | --------------------- | -------------- |
| Без тебе       | Sensiz            | Наріман Алієв         | Україна        |
| Веліал         |                   | Роман Волосевич       | Україна        |
| Велопортрети   |                   | Сашко Даниленко       | США Україна    |
| Все буде добре |                   | Антоніна Ноябрьова    | Україна        |
| Диригент       |                   | Сергій Данілевський   | Україна        |
| Загублені      |                   | Світлана Шимко        | Україна        |
| Запаморочення  |                   | Юра Катинський        | Україна        |
| Зерно          |                   | Ксенія Бугрімова      | Україна        |
| Зможеш ти все  |                   | Микита Тимощук        | Україна        |
| Зустріч        |                   | Жанна Озірна          | Україна        |
| Кінець         |                   | Микита Лиськов        | Україна        |
| Кров           |                   | Валерія Сочивець      | Україна        |
| Кров'янка      |                   | Аркадій Непиталюк     | Україна        |
| Мусиш утекти   |                   | Вадим Шапран          | Україна        |
| Один день      |                   | Костянтин Петрушенко  | Україна        |
| Острів         |                   | Наталія Красильникова | Польща Україна |
| Повернись      |                   | Андрій Кириллов       | Україна        |
| Сказ           |                   | Марися Нікітюк        | Україна        |
| Там знизу тихо |                   | Ксенія Марченко       | Україна        |
| Тил            |                   | Ілля Макаренко        | Україна        |
| Цвях           |                   | Філіп Сотниченко      | Україна        |
| Чорногора      |                   | Тарас Дронь           | Україна        |

### «Молодість— дітям»
Наступні повнометражні ігрові фільми (тривалістю більше 60 хвилин) було відібрано до Міжнародного повнометражного конкурсу «Молодість — дітям». Програма розрахована на вікову категорію 10-14 років:
| Фільм                | Оригінальна назва       | Режисер(и)              | Країна(-и)            |
| -------------------- | ----------------------- | ----------------------- | --------------------- |
| Абулеле              | Abulele                 | Джонатан Жева           | Ізраїль               |
| Веселка              | Dhanak                  | Нагеш Кукунур           | Індія                 |
| Маленький Гангстер   | De Boskampi's           | Арне Тунен              | Нідерланди            |
| Подорож Фанні        | Le Voyage de Fanny      | Лола Дуайон             | Франція Бельгія       |
| Тімгад               | Timgad                  | Фабріс Беншауш          | Алжир Франція Бельгія |
| Тролі                | Trolls                  | Майк Мітчелл, Волт Дорн | США                   |
| Чудова Гіллі Гопкінс | The Great Gilly Hopkins | Стівен Герек            | США                   |

### «Сонячний зайчик»
Наступні повнометражні ігрові фільми (тривалістю більше 60 хвилин) було відібрано до Міжнародного повнометражного ЛГБТ-конкурсу «Сонячний зайчик»:
| Фільм                    | Оригінальна назва               | Режисер(и)                    | Країна(-и)                  |
| ------------------------ | ------------------------------- | ----------------------------- | --------------------------- |
| Віва                     | Viva                            | Педді Бренах                  | Ірландія Куба               |
| Кам'яне серце            | Hjartasteinn                    | Гудмундур Арнар Гудмундссон   | Данія Ісландія              |
| Кіт                      | Tomcat                          | Клаус Гендль                  | Австрія                     |
| Орнітолог                | O Ornitólogo                    | Жоау Педро Родрігеш           | Португалія Франція Бразилія |
| Пас                      | The Pass                        | Бен А. Вільямс                | Велика Британія             |
| Рара                     | Rara                            | Пепа Сан Мартін               | Чилі Аргентина              |
| Тео і Юго в одному човні | Théo & Hugo dans le même bateau | Олів'є Дюкастель, Жак Мартіно | Франція                     |
| Тепла пора року          | La belle saison                 | Катрін Корсіні                | Франція Бельгія             |
| Ти ніколи не будеш один  | Nunca vas a estar solo          | Алекс Анвандтер               | Чилі                        |
| Тхеквондо                | Taekwondo                       | Марко Бергер, Мартін Фаріна   | Аргентина                   |

## Позаконкурсна програма
| Програма               | Фільм                                | Оригінальна назва            | Режисер(и)                                           | Країна(-и)                 | Рік         | Дж            |
| ---------------------- | ------------------------------------ | ---------------------------- | ---------------------------------------------------- | -------------------------- | ----------- | ------------- |
| French Connection      | Борис без Беатріс                    | Boris sans Béatrice          | Дені Коте                                            | Канада                     | 2016        |               |
| Литовський фокус       | In Memoriam                          | In Memoriam                  | In Memoriam                                          | In Memoriam                | In Memoriam | [ 17 ] [ 18 ] |
| Литовський фокус       | Ніхто не хотів помирати              | Niekas nenorėjo mirti        | Вітаутас Жалакявічус                                 | СРСР                       | 1965        | [ 17 ] [ 18 ] |
| Литовський фокус       | Почуття                              | Jausmai                      | Алмантас Грікявічус, Альгірдас Дауса                 | СРСР                       | 1968        | [ 17 ] [ 18 ] |
| Литовський фокус       | Садуто туто                          | Sadūto tūto                  | Алмантас Грікявічус                                  | СРСР                       | 1974        | [ 17 ] [ 18 ] |
| Литовський фокус       | Нова литовська кінохвиля             |                              |                                                      |                            |             | [ 17 ] [ 18 ] |
| Литовський фокус       | Як ми гралися у революцію            | Kaip mes žaidėme revoliuciją | Гедре Жіцкіте                                        | Литва Франція              | 2012        | [ 17 ] [ 18 ] |
| Литовський фокус       | Аврора                               | Aurora                       | Крістіна Буожіте                                     | Литва Франція Бельгія      | 2012        | [ 17 ] [ 18 ] |
| Литовський фокус       | Гравець                              | Lošėjas                      | Ігнас Іонінас                                        | Литва                      | 2013        | [ 17 ] [ 18 ] |
| Литовський фокус       | Нетеперішній час                     | Nesamasis laikas             | Міколас Вілджюнас                                    | Литва                      | 2014        | [ 17 ] [ 18 ] |
| Литовський фокус       | Спокій у наших снах                  | Ramybė mūsų sapnuose         | Шарунас Бартас                                       | Литва Франція Росія        | 2015        | [ 17 ] [ 18 ] |
| Литовський фокус       | Королівська зміна                    | Karalių pamaina              | Ігнас Мішкініс                                       | Литва Латвія               | 2016        | [ 17 ] [ 18 ] |
| Скандинавська панорама | Водний ефект                         | L'Effet aquatique            | Сольвейг Анспах                                      | Франція Ісландія           | 2016        |               |
| Скандинавська панорама | Найщасливіший день у житті Оллі Мякі | Hymyilevä mies               | Юго Куосманен                                        | Фінляндія Швеція Німеччина | 2016        |               |
| Угорська Рапсодія      | Вчитель Ганнібал                     | Hannibál tanár úr            | Золтан Фабрі                                         | Угорщина                   | 1956        |               |
| Угорська Рапсодія      | Десять тисяч днів                    | Tízezer nap                  | Ференц Коша                                          | Угорщина                   | 1967        |               |
| Угорська Рапсодія      | Аллегро барбаро                      | Allegro barbaro              | Міклош Янчо                                          | Угорщина                   | 1979        |               |
| Угорська Рапсодія      | Ганнусен                             | Hanussen                     | Сабо Іштван                                          | Угорщина Австрія ФРН       | 1988        |               |
| Угорська Рапсодія      | Наречена Сталіна                     | Sztálin menyasszonya         | Петер Бачо                                           | Угорщина                   | 1991        |               |
| Угорська Рапсодія      | Непохований                          | A temetetlen halott          | Марта Месарош                                        | Угорщина Польща Словаччина | 2004        |               |
| Угорська Рапсодія      | Оголені чоловіки                     | Férfiakt                     | Карой Естергайош                                     | Угорщина                   | 2006        |               |
| Українські прем'єри    | Future in the past                   |                              | Олександр Шапіро                                     | Україна                    | 2016        | [ 16 ]        |
| Українські прем'єри    | Мустафа                              |                              | Ахмед Сарихаліл                                      | Україна                    | 2016        | [ 16 ]        |
| Фестиваль фестивалів   | Випускний                            | Bacalaureat                  | Крістіан Мунджіу                                     | Румунія Франція Бельгія    | 2016        |               |
| Фестиваль фестивалів   | Жінка, яка пішла                     | Ang Babaeng Humayo           | Лав Діас                                             | Філіппіни                  | 2016        |               |
| Фестиваль фестивалів   | Майбутнє                             | L'Avenir                     | Міа Гансен-Лев                                       | Франція Німеччина          | 2016        |               |
| Фестиваль фестивалів   | Народження нації                     | The Birth of a Nation        | Нейт Паркер                                          | США                        | 2016        |               |
| Фестиваль фестивалів   | Персональний покупець                | Personal Shopper             | Олів'є Ассаяс                                        | Франція                    | 2016        |               |
| Фестиваль фестивалів   | Сполучені штати любові               | Zjednoczone Stany Milosci    | Томаш Василевський                                   | Польща Швеція              | 2016        |               |
| Жахи Молодісті         | Омен                                 | The Omen                     | Річард Доннер                                        | Велика Британія США        | 1976        |               |
| Шекспір у кіно         | Король Іоанн                         | King John                    | Вільям Діксон Волтер Феффер Дандо Герберт Бірбом Трі | Велика Британія            | 1899        |               |
| Шекспір у кіно         | Сон літньої ночі                     | A Midsummer Night's Dream    | Чарльз Кент                                          | США                        | 1909        |               |
| Шекспір у кіно         | Король Лір                           | Re Lear                      | Джероламо Ло Савіо                                   | Італія                     | 1910        |               |
| Шекспір у кіно         | Венеційський купець                  | Il mercante di Venezia       | Джероламо Ло Савіо                                   | Італія                     | 1911        |               |
| Шекспір у кіно         | Генріх V                             | Henry V                      | Лоуренс Олів'є                                       | Велика Британія            | 1944        |               |
| Шекспір у кіно         | Буря                                 | The Tempest                  | Дерек Джармен                                        | Велика Британія            | 1979        |               |
| Шекспір у кіно         | Ран                                  | 乱                           | Акіра Куросава                                       | Японія Франція             | 1985        |               |
| Шекспір у кіно         | Отелло                               | Othello                      | Олівер Паркер                                        | Велика Британія США        | 1995        |               |
| Шекспір у кіно         | Гамлет                               | Hamlet                       | Кеннет Брана                                         | Велика Британія США        | 1996        |               |

## Нагороди
Нагороди були розподілені таким чином:

### Офіційні нагороди
Гран-прі
- Гран-прі — «Остання сім'я», реж. Ян П. Матушинський

Повнометражний конкурс
- Найкращий фільм — «Воротар», реж. Гійом Сене
  - Спеціальна відзнака — «Віллі I»

Короткометражний конкурс
- Найкращий фільм — «Вознесіння», реж. Педру Перальта
  - Спеціальна відзнака — «Вік сирен», реж. Елоїз Пеллоке

Студентський конкурс
- Найкращий фільм — «Жінка та її колісниця», реж. Лоїк Дарсес
  - Спеціальна відзнака — «Звук облизування», реж. Надя Андрашев

Національний конкурс
- Найкращий фільм — «Кров'янка», реж. Аркадій Непиталюк

«Молодість — дітям»
- Найкращий фільм — «Мандрівка Фанні», реж. Лола Дуайон

«Сонячний зайчик»
- Нагорода «Сонячний зайчик» за найкращий фільм — «Тхеквондо», реж. Марко Бергер, Мартін Фаріна
  - Спеціальний диплом: «Тепла пора року», реж. Катрін Корсіні

Почесні нагороди
- Нагорода «Золотий Скіфський олень» за внесок у світове кіномистецтво — Марта Месарош

### Незалежні нагороди
- Приз ФІПРЕССІ — «Кам'яне серце», реж. Гудмундур Арнар Гудмундссон
- Приз глядацьких симпатій — «Кам'яне серце», реж. Гудмундур Арнар Гудмундссон
- Приз екуменічного журі:
  - Найкращий повнометражний фільм — «Воротар», реж. Гійом Сене
  - Найкращий короткометражний фільм — «Вознесіння», реж. Педру Перальта
  - Найкращий студентський фільм — «Осел», реж. Рафаель Гайдер